# Prova de Wald
A l'estadística, la prova de Wald (anomenada en honor a Abraham Wald) avalua les restriccions dels paràmetres estadístics en funció de la distància ponderada entre l'estimació sense restriccions i el seu valor hipotètic sota la hipòtesi nul·la, on el pes és la precisió de l'estimació. Intuïtivament, com més gran sigui aquesta distància ponderada, menys probable és que la restricció sigui certa. Tot i que les distribucions de mostres finites de les proves de Wald són generalment desconegudes, :138té una distribució asimptòtica χ2 sota la hipòtesi nul·la, fet que es pot utilitzar per determinar la significació estadística.

Com funcionen les tres proves (ràtio de probabilitat, Wald, prova de puntuació). Generat després del llibre de Fox, J. (1997) Anàlisi de regressió aplicada, models lineals i mètodes relacionats.

Juntament amb la prova del multiplicador de Lagrange i la prova de la proporció de versemblança, la prova de Wald és un dels tres enfocaments clàssics de la prova d'hipòtesis. Un avantatge de la prova de Wald sobre les altres dues és que només requereix l'estimació del model sense restriccions, la qual cosa redueix la càrrega computacional en comparació amb la prova de relació de versemblança. Tanmateix, un desavantatge important és que (en mostres finites) no és invariant als canvis en la representació de la hipòtesi nul·la; en altres paraules, expressions algebraicament equivalents de restricció de paràmetres no lineals poden conduir a diferents valors de l'estadística de prova. Això és perquè l'estadística de Wald es deriva d'una expansió de Taylor, i diferents maneres d'escriure expressions no lineals equivalents condueixen a diferències no trivials en els coeficients de Taylor corresponents. Una altra aberració, coneguda com l'efecte Hauck-Donner, pot ocórrer en models binomials quan el paràmetre estimat (no restringit) està a prop del límit de l'espai de paràmetres, per exemple, una probabilitat ajustada és extremadament propera a zero o un, cosa que dona com a resultat que la prova de Wald ja no augmenta monòtonament la distància entre el paràmetre no restringit i el restringit.

## Detalls matemàtics
Sota la prova de Wald, l'estimat {\displaystyle {\hat {\theta }}} que es va trobar com l'argument de maximització de la funció de versemblança sense restriccions es compara amb un valor hipotètic {\displaystyle \theta _{0}}. En particular, la diferència al quadrat {\displaystyle {\hat {\theta }}-\theta _{0}} es pondera per la curvatura de la funció de log-verabilitat.

### Prova en un sol paràmetre
Si la hipòtesi només implica una restricció de paràmetres, l'estadística de Wald pren la forma següent:
{\displaystyle W={\frac {{({\widehat {\theta }}-\theta _{0})}^{2}}{\operatorname {var} ({\hat {\theta }})}}}
que sota la hipòtesi nul·la segueix una distribució asimptòtica χ2 amb un grau de llibertat. L'arrel quadrada de l'estadística de Wald de restricció única es pot entendre com una (pseudo) relació t que, tanmateix, no està distribuïda en realitat excepte en el cas especial de regressió lineal amb errors distribuïts normalment. En general, segueix una distribució z asintòtica.
{\displaystyle {\sqrt {W}}={\frac {{\widehat {\theta }}-\theta _{0}}{\operatorname {se} ({\hat {\theta }})}}}
on {\displaystyle \operatorname {se} ({\widehat {\theta }})} és l'error estàndard (SE) de l'estimació de màxima versemblança (MLE), l'arrel quadrada de la variància. Hi ha diverses maneres d'estimar de manera consistent la matriu de variància que en mostres finites condueix a estimacions alternatives d'errors estàndard i estadístiques de prova i valors p associades. :129 La validesa de seguir obtenint una distribució asimptòticament normal després del connector a l'estimador MLE de {\displaystyle {\hat {\theta }}} al SE es basa en el teorema de Slutsky.